# Клежа (комуна)
Клежа (рум. Cleja) — комуна у повіті Бакеу в Румунії. До складу комуни входять такі села (дані про населення за 2002 рік):
- Валя-Міке (770 осіб)
- Клежа (4477 осіб) — адміністративний центр комуни
- Сомушка (1617 осіб)

Комуна розташована на відстані 228 км на північ від Бухареста, 18 км на південь від Бакеу, 97 км на південний захід від Ясс, 137 км на північний захід від Галаца, 132 км на північний схід від Брашова.

## Населення
За даними перепису населення 2002 року у комуні проживали 6864 особи.
Національний склад населення комуни:
| Національність | Кількість осіб | Відсоток |
| -------------- | -------------- | -------- |
| румуни         | 6693           | 97,5%    |
| угорці         | 109            | 1,6%     |
| чанго          | 55             | 0,8%     |
| цигани         | 5              | 0,1%     |

Рідною мовою назвали:
| Мова                  | Кількість осіб | Відсоток |
| --------------------- | -------------- | -------- |
| румунську             | 6750           | 98,3%    |
| угорську              | 107            | 1,6%     |
| не вказали рідну мову | 6              | 0,1%     |

Склад населення комуни за віросповіданням:
| Релігія            | Кількість осіб | Відсоток |
| ------------------ | -------------- | -------- |
| римо-католики      | 6716           | 97,8%    |
| православні        | 113            | 1,6%     |
| п'ятдесятники      | 16             | 0,2%     |
| адвентисти         | 7              | 0,1%     |
| бретрени           | 5              | 0,1%     |
| реформати          | 2              | < 0,1%   |
| греко-католики     | 1              | < 0,1%   |
| не вказали релігію | 3              | < 0,1%   |